# Antonio Alberdi y Aguirrezábal

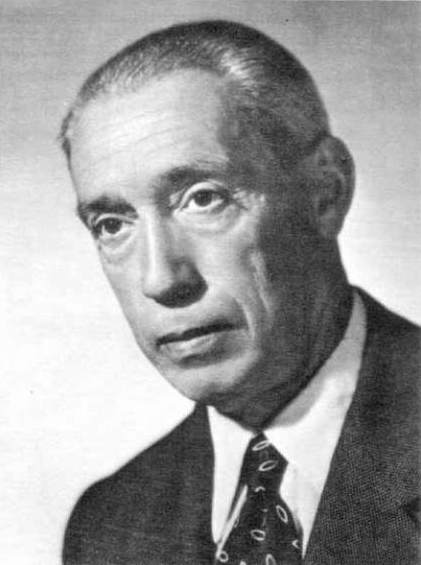
Antonio Alberdi y Aguirrezábal

Antonio Alberdi y Aguirrezábal (* 21. Oktober 1893 in Durango; † 5. November 1986 in Bilbao) war ein baskischer Orgelbauer, Organist und Komponist.

## Leben und Werk
Als Sohn des Orgelbauers Lope Alberdi arbeitete Antonio Alberdi ab seinem 15. Lebensjahr mit und bei seinem Vater in dessen Barceloneser Orgelbauwerkstätten. Er war dann Student am Städtischen Musikkonservatorium Barcelona. Nach dem Spanischen Bürgerkrieg wurde er in die Organería Española S.A. von Azpeitia (Staatliche Orgelbaugesellschaft von Azpeitia) eingebunden. Von 1945 bis 1975 baute er von Azpeitia (Provinz Gipuzkoa) aus zahlreiche Orgeln in Katalonien. Er befürwortete die romantische Ästhetik und trat auf Basis dieses Standpunktes häufig Modernisierungen oder Umbauten von historischen Orgeln entgegen.
Als Komponist war er Schüler von Manuel Burgès. Er komponierte unter anderem Ballets catalans, Cançons de nois, Recitados de piano und eine baskische Symphonie für Orgel.
1920 gewann er einen Preis in einem Chorwerkwettbewerb des Provinzrates von Bizkaia.
Wegen seiner langen Schaffenszeit in Barcelona und generell in Katalonien wurde sein Name zu Antoni Alberdi katalanisiert. Im Barceloneser Stadtteil Sarriá wurde eine Straße in dieser Namensform nach ihm benannt.